# Llandyrnog
Llandyrnog is een plaats in Wales, in het bestuurlijke graafschap Denbighshire en in het ceremoniële behouden graafschap Clwyd. De plaats telt 2522 inwoners.